# Пікая

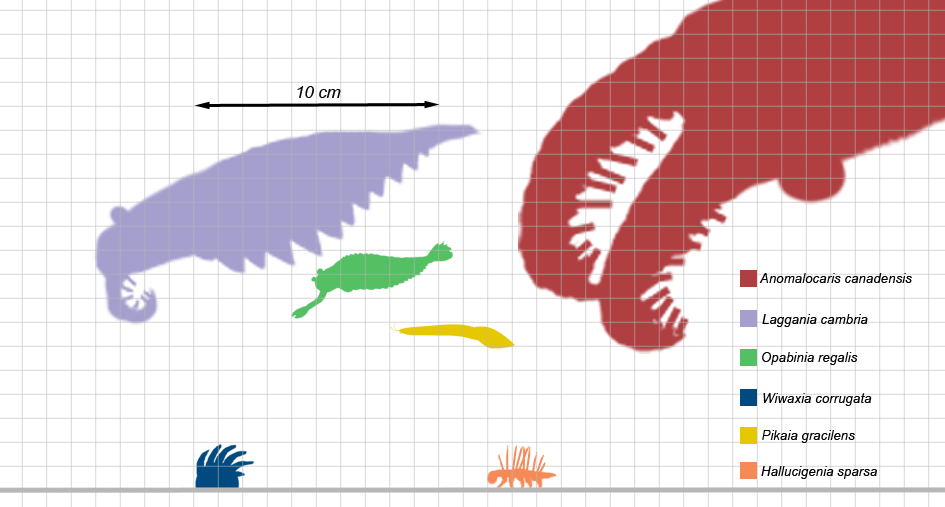
Розмірна шкала різних безхребетних з Берджес-Шейл; P. gracilens намальовано жовтим

Пікая (Pikaia gracilens) — невелика червоподібна тварина, яку вважають предком хребетних. Пікая була схожа на ланцетника з хвостовими плавцями близько 4 см завдовжки. Її викопні рештки знайшли в сланцевих відкладах Берджес-Шейл (Канада) у шарах віком 530 млн років. Задня половина її червоподібного тіла була сплющена і помітно розширена. Імовірно, тварина могла активно плавати, хвилеподібно згинаючи тіло, передовсім його сплющену задню частину. Хоча у пікаї не було зовнішніх скелетних утворень, всередині її тіла проходив тяж, який слугував опорою для мускулатури — нотохорд. Таким чином пікая є найдавнішим відомим нам хордовим. Будова хорди ріднить пікаю з сучасним ланцетником. Мускулатура пікаї, подібно до мускулатури ланцетника, була розділена на сегменти косо розташованими септами. На передньому кінці тіла пікаї розташовувалася пара довгих щупалець, які виконували функцію органів дотику.
Пікая відрізняється від усіх відомих нижчих хордових рядом унікальних ознак. У неї була маленька плоска голова з парою довгих щупалець і дев'ять пар гіллястих придатків на передньому кінці тіла (можливо, зовнішні зябра). У основи придатків були невеликі отвори, що з'єднували порожнину глотки з навколишнім середовищем. Довге, сплощене з боків тіло пікаї мало характерні для хордових м'язові сегменти — міомери — і було зверху та знизу облямоване вузькими плавцями. На думку дослідників, пікая є найбільш «базальним» (примітивним) з відомих на сьогоднішній день хордових.

## Історія дослідження

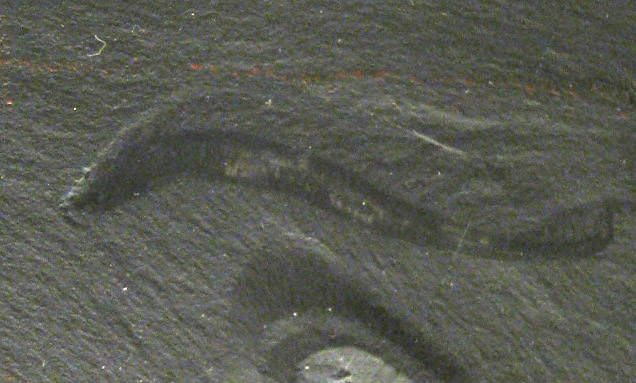
Скам'янілість пікаї

Уперше короткий опис пікаї 1911 року опублікував Чарлз Уолкотт (Charles Walcott), першовідкривачем фауни сланців Берджес. Не будучи професійним зоологом, Уолкотт інтерпретував пікаю як кільчастого багатощетинкового черв'яка — поліхету. Гіллясті парні придатки на передньому кінці тіла пікаї дійсно легко прийняти за параподії поліхет, а пара довгих вусиків-антен на голові наводить на думки про що завгодно, тільки не про хордових. Проте вже сучасники Уолкотта помітили дивну подібність пікаї з ланцетником — найпримітивнішим із сучасних хордових.
Наприкінці 1970-х Конвей Морріс описав у пікаї хорду і характерні сигмоїдально вигнуті м'язові сегменти — міомери, яких немає ні в кого, крім хордових. На цій підставі він запропонував відносити пікаю до типу Chordata. Більшість палеонтологів погодилися з цим, хоча багато деталей будови пікаї залишалися неясними.
2011 року відомий дослідник м'якотілої фауни сланців Берджес Саймон Конвей Морріс (англ. Simon Conway Morris) з Кембриджського університету (Велика Британія) та його молодий колега Жан-Бернард Карон (англ. Jean-Bernard Caron) з Університету Торонто (Канада) опублікували в журналі «Biological Reviews» докладний опис знаменитої пікаї, ґрунтуючись на вивченні всіх 114 знайдених на ту пору екземплярів цієї тварини.

## Ресурси Інтернету
- Вчені визначили найдавнішого предка хребетних [Архівовано 26 березня 2012 у Wayback Machine.]
- Дуже детальний опис будови пікаї [Архівовано 7 вересня 2013 у Wayback Machine.]